# Конвой № 3020
Конвой № 3020 — японський конвой часів Другої світової війни, проведення якого відбувалось у жовтні 1943 року.
Пунктом призначення конвою був атол Трук (Чуук) у центральній частині Каролінських островів, де ще до війни створили потужну базу японського ВМФ, з якої до лютого 1944 року провадились операції у цілому ряді архіпелагів. Вихідним пунктом став розташований у Токійській затоці порт Йокосука (саме звідси традиційно вирушала більшість конвоїв на Трук).
До складу конвою увійшли транспорти «Кембу-Мару», «Акібасан-Мару» та «Уйо-Мару», тоді як охорону забезпечував кайбокан (фрегат) «Окі».
Загін, який прямував зі швидкістю 9 вузлів, вийшов із порту 20 жовтня 1943 року. Його маршрут пролягав через кілька традиційних районів патрулювання американських підводних човнів, які зазвичай діяли поблизу східного узбережжя Японського архіпелагу, біля островів Огасавара, Маріанських островів і на підходах до Труку. Утім, проходження конвою № 3020 відбулось успішно і 31 жовтня два із трьох його транспортів прибули на Трук («Акібасан-Мару» відокремився 27 жовтня та попрямував на Сайпан, при цьому для його супроводу з Маріанських островів вийшли переобладнаний тральщик «Фумі-Мару № 2» та переобладнаний мисливець за підводними човнами «Kyo Maru No. 10»).